# Beyerit
Beyerit ist ein selten vorkommendes Mineral aus der Mineralklasse der „Carbonate und Nitrate“ mit der chemischen Zusammensetzung CaBi2[O|CO3]2 und ist damit chemisch gesehen ein Calcium-Bismut-Carbonat mit zusätzlichen Sauerstoffionen.
Beyerit kristallisiert im orthorhombischen Kristallsystem und entwickelt dünne Kristalltäfelchen, die oft in rosettenförmigen Mineral-Aggregaten angeordnet sind. Bei starker Verwitterung kann Beyerit auch zu erdigen Massen zerfallen sein. Die Farbe der Kristalle variiert je nach Art der Fremdbeimengungen zwischen grau und graugrün, dunkel- bis hellgelb oder weiß. Seine Strichfarbe ist dagegen immer weiß. Visuell ist das Mineral von den chemisch ähnlichen Bismutit und Kettnerit kaum zu unterscheiden.

## Etymologie und Geschichte
Erstmals beschrieben wurde Beyerit 1943 durch Clifford Frondel bei einer systematischen Bearbeitung der Mineralogie von Wismutoxiden und -carbonaten. Das Typmaterial stammt aus Schneeberg in Sachsen; nachfolgend wurde Beyerit auch in Material aus dem Pala-Indianerreservat, San Diego County, Kalifornien entdeckt. Möglicherweise wurde er bereits durch Andreas Arzruni in Material von Schneeberg als eigenständig erkannt. In seinen 1899 posthum veröffentlichten, vorläufigen Ergebnissen wird es aber nur als Basisches Wismuthcarbonat unzureichend beschrieben. 1947 folgten weitere Funde in Pegmatiten in Colorado. Die genaue Kristallstruktur konnte erst 2002 geklärt werden.
Frondel benannte das Mineral zu Ehren des Schneeberger Bergmeisters und Mineralogen Adolph Beyer. Dieser hatte als erster ein Bismutcarbonat, den 1841 von August Breithaupt so genannten Bismutit als „kohlengesäuertes Wismuthoker oder luftsaures Wismutherz“ – das Material stammte ebenfalls aus Schneeberg – beschrieben.
Typmaterial des Minerals wird an der Harvard University in Cambridge unter der Katalog-Nr. 91593 und 111598 sowie im National Museum of Natural History in Washington, D.C. unter den Katalog-Nr. 94017, C2251 und R2756 aufbewahrt.

## Klassifikation
In der veralteten 8. Auflage der Mineralsystematik nach Strunz gehörte der Beyerit zur Mineralklasse der „Carbonate“ und dort zur Abteilung „Wasserfreie Carbonate mit fremden Anionen“, wo er gemeinsam mit Bismutit, Kettnerit und Phosgenit in der „Phosgenit-Bismutit-Gruppe“ mit der Systemnummer Vb/B.05 steht.
In der zuletzt 2018 überarbeiteten Lapis-Systematik nach Stefan Weiß, die formal auf der alten Systematik von Karl Hugo Strunz in der 8. Auflage basiert, erhielt das Mineral die System- und Mineralnummer V/C.09-040. Dies entspricht der Klasse der „Nitrate, Carbonate und Borate“ und dort der Abteilung „Wasserfreie Carbonate, mit fremden Anionen“, wo Beyerit zusammen mit Bismutit, Kettnerit und Phosgenit eine unbenannte Gruppe mit der Systemnummer V/C.09 bildet.
Die von der International Mineralogical Association (IMA) zuletzt 2009 aktualisierte 9. Auflage der Strunz’schen Mineralsystematik ordnet den Beyerit in die Klasse der „Carbonate und Nitrate“ und dort in die Abteilung „Carbonate mit zusätzlichen Anionen; ohne H2O“ ein. Hier ist das Mineral in der Unterabteilung „Mit Pb, Bi“ zu finden, wo es als einziges Mitglied eine unbenannte Gruppe mit der Systemnummer 5.BE.35 bildet.
In der vorwiegend im englischen Sprachraum gebräuchlichen Systematik der Minerale nach Dana hat Beyerit die System- und Mineralnummer 16a.02.03.01. Das entspricht der Klasse der „Carbonate, Nitrate und Borate“ und dort der Abteilung „Carbonate - Hydroxyl oder Halogen“. Hier findet er sich innerhalb der Unterabteilung „Carbonate - Hydroxyl oder Halogen mit (AB)3+(XO3)2Zq“ als einziges Mitglied in einer unbenannten Gruppe mit der Systemnummer 16a.02.03.

## Kristallstruktur
Nach ersten Untersuchungen an synthetischem Material wurde 1948 fälschlicherweise angenommen, dass Beyerit tetragonal kristallisiert. Allerdings ließ sich mit dieser Annahme die Lage der Carbonatgruppe nicht erklären. Eine neue Strukturanalyse im Jahr 2002 ergab schließlich, dass es im orthorhombischen Kristallsystem in der Raumgruppe Immm (Raumgruppen-Nr. 71) mit den Gitterparametern a = 3,7729(5) Å, b = 3,7742(7) Å und c = 21,726(4) Å sowie zwei Formeleinheiten pro Elementarzelle und einem Elementarzell-Volumen von 309,4 Å³ kristallisiert.

## Bildung und Fundorte

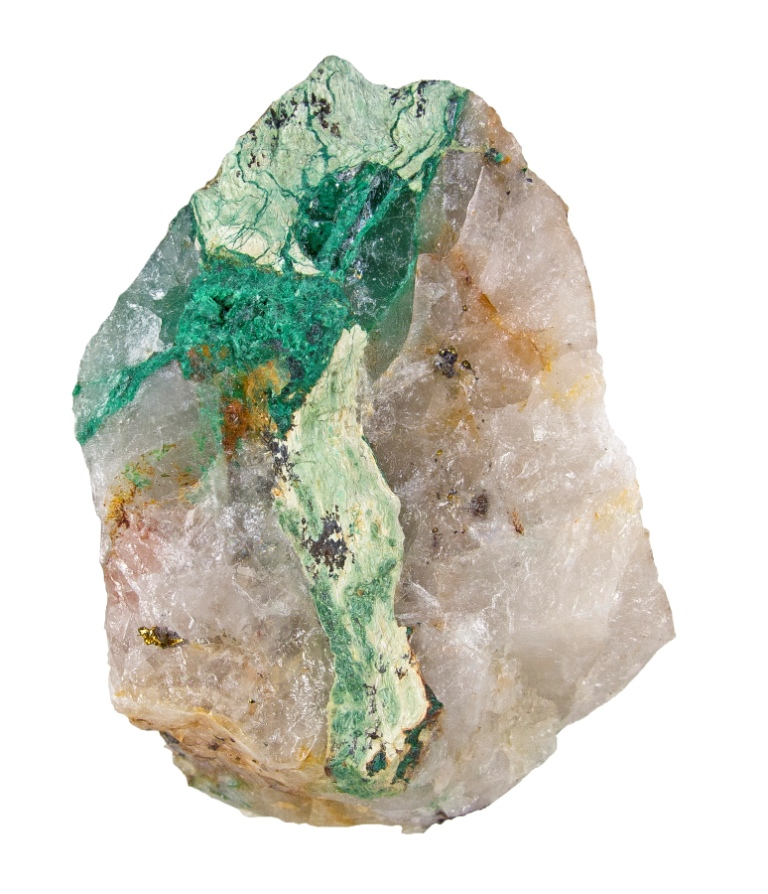
Beyerit (hellgrün) und Malachit (dunkelgrün) auf Quarz (weiß) aus der Grube „A Lone Hand“, Malbon, Cloncurry, Queensland, Australien (Größe: 5,5 cm × 3,8 cm × 2,9 cm)

Beyerit bildet sich als Sekundärmineral durch Verwitterung aus anderen Bismut-Mineralen oder gediegen Bismut. Er findet sich daher in Paragenese mit Bismutit, Atelestit, Preisingerit, Pucherit, Eulytin, Namibit, Bismuthinit, Klinobisvanit, Bismutotantalit sowie gediegen Bismut.
Als seltene Mineralbildung konnte Beyerit nur an wenigen Fundorten nachgewiesen werden, wobei bisher rund 90 Fundorte (Stand 2016) als bekannt gelten. Neben seiner Typlokalität im Bergbaubezirk Schneeberg trat das Mineral noch an weiteren Orten im sächsischen Erzgebirge auf, so unter anderem auf den Halden und in den Schächten verschiedener Gruben bei Neustädtel, Johanngeorgenstadt, Steinbach, Lauta sowie dem Graul bei Schwarzenberg. Weitere Fundorte in Deutschland liegen vor allem im Schwarzwald, wie unter anderem die Grube Königswart bei Schönegründ und die Grube Clara bei Oberwolfach, Neubulach und der Steinbruch Hechtsberg bei Hausach in Baden-Württemberg; die Grube Pauline bei Waldaschaff und der Steinbruch Steinerleinbach bei Röhrnbach in Bayern; die Grube Wolkenhügel bei Bad Lauterberg im Harz in Niedersachsen sowie die Grube Arme Hilfe bei Ullersreuth in Thüringen.
In Österreich konnte er unter anderem am Hüttenberger Erzberg nachgewiesen werden, in Tschechien bei Jáchymov (Joachimsthal) und in Spanien in der Mina El Valle-Boinás, Belmonte de Miranda, Asturien. In den USA gibt es zahlreiche Fundpunkte, so in Kalifornien in der Stewart Mine, Pala district, und im Mesa Grande district, San Diego County. Weitere USA-Vorkommen gibt es in New Mexico, Arizona, Colorado, Nevada und Utah. In Namibia findet man das Mineral zusammen mit Namibit auf der Farm Mesopotamia 504 bei Khorixas. Kleine Adern bildet er in der A Lone Hand Mine, Malbon, Queensland, Australien.